# Caladenia rhomboidiformis
Caladenia rhomboidiformis là một loài thực vật có hoa trong họ Lan. Loài này được (E.Coleman) M.A.Clem. & Hopper mô tả khoa học đầu tiên năm 1989.